# Tilžas pagasts
Tilžas pagasts er en territorial enhed i Balvu novads i Letland. Pagasten havde 1.140 indbyggere i 2010 og 1017 indbyggere i 2016 og omfatter et areal på 104,41 kvadratkilometer. Hovedbyen i pagasten er Tilža.